# اسپیکنیسه
شهر اسپیکنیسه (به هلندی: Spijkenisse) در هلند جنوبی در کشور هلند واقع شده‌است. جمعیت این شهر ۷۳٫۱۷۱ نفر  است.

## نگارخانه

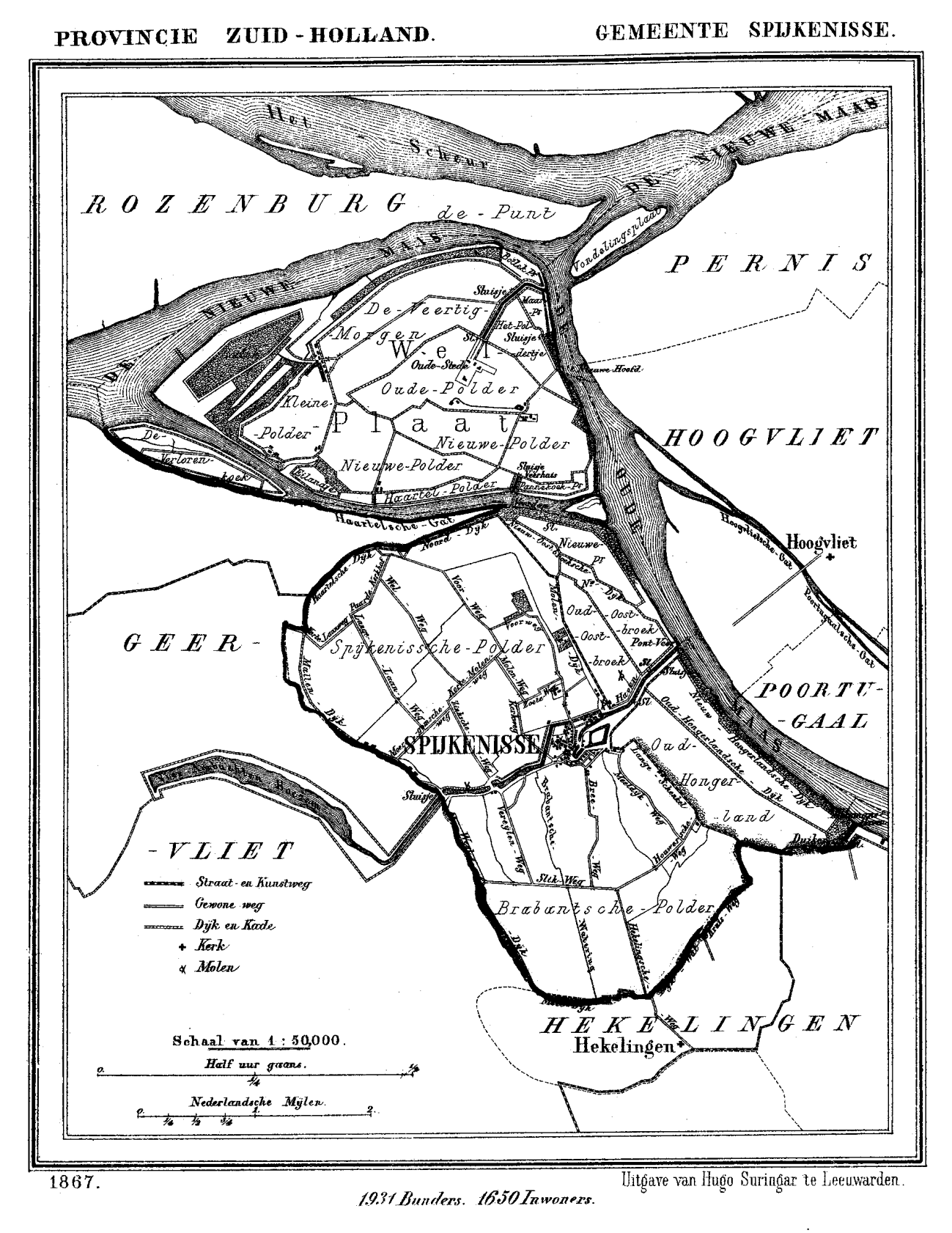
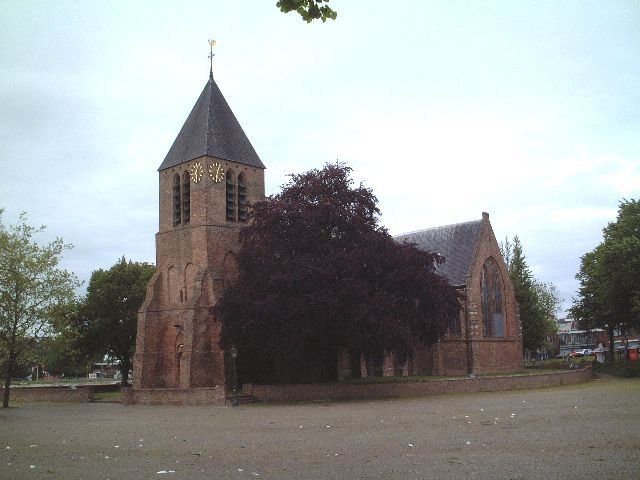
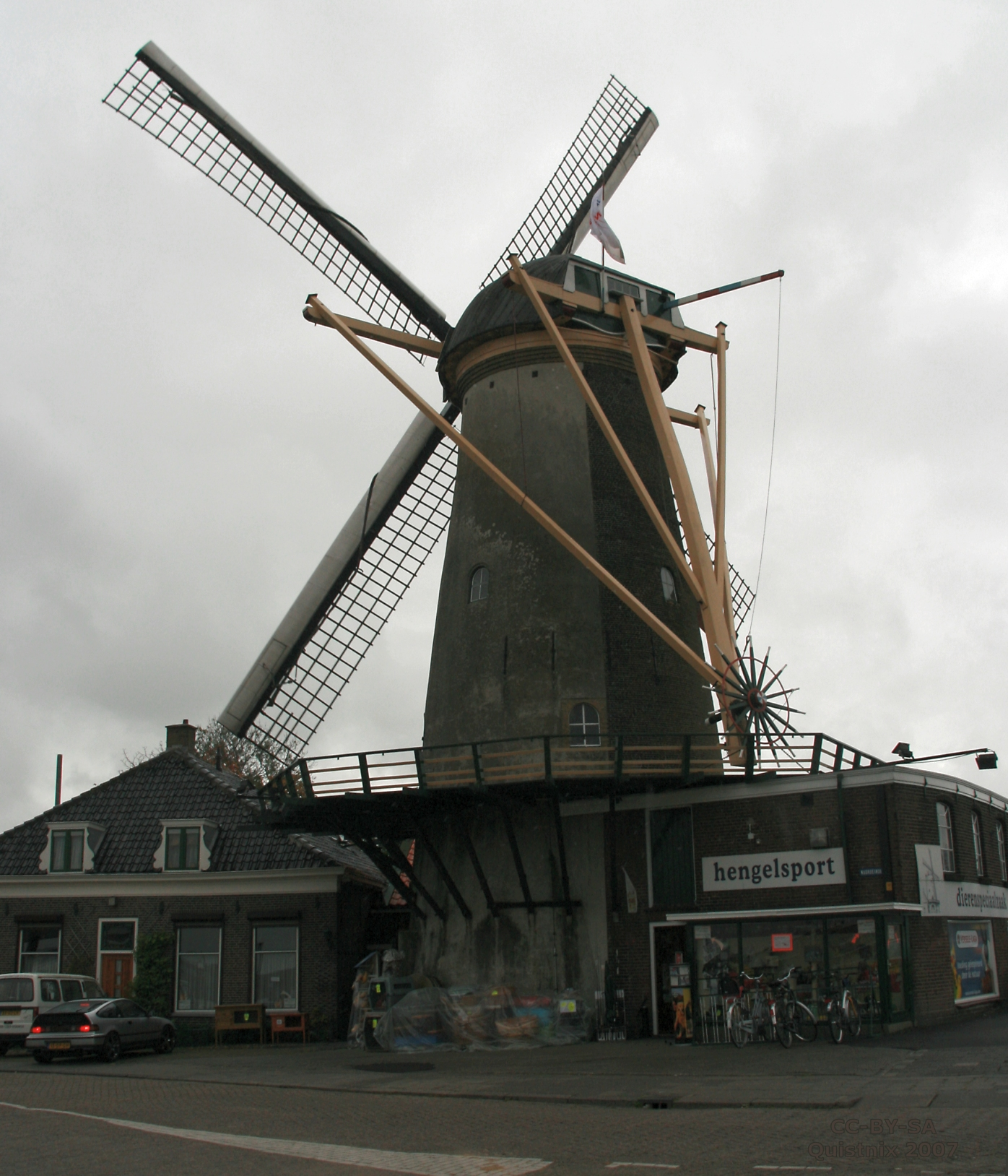